# بنزبرومارون
بنزوبرومارون (INN) هو عامل مخفض لحمض البوليك ومثبط غير تنافسي للإنزيم الزانثين أوكسيديز  يستخدم في علاج النقرس ، خصوصا عندما يفشل الوبيورينول ، وهو الخط الأول لعلاج النقرس، أو تنتج عنه آثار ضارة. فهو وثيق الصلة هيكليا بعقار ارتفاع معدل ضربات القلب الأميودارون.

## الاستعمال
بنزوبرومارين هو دواء طارح لحمض البول يقلل من تركيز حمض البول في البلازما عن طريق حجب إعادة الامتصاص الأنبوبي الكلوي. تم اقتراح ان بنزوبرومارون يمكن أن يزيد أيضاً من الطرح المعوي لحمض البول. يستخدم لمعالجة فرط حمض البول في الدم متضمناً ذلك المرتبط بالنقرس المزمن. على الرغم من أنه تم سحبه في العديد من البلدان بسبب تقارير عن سميته الكبدية.
لا يستخدم بنزوبرومارون لمعالجة الهجمات الحادة من النقرس ومن الممكن أن يفاقم ويطيل من الهجمات الحادة إذا أعطي خلال الهجمة؛ لذلك يجب ألا تبدأ المعالجة حتى تخمد الهجمة الحادة. الجرعة الفموية الاعتيادية هي حوالي 50 إلى 200 مغ يومياً. يجب أن يعطى بدايةً أدوية مسكنة للألم غير ستيرودية أو كولشيسين للتقليل من خطر تعجيل حدوث هجمة النقرس. يجب المحافظة على مدخول كاف من السوائل. تم استخدام جرعات أخفض من الـ بنزوبرومارون (20 مغ) على شكل منتج مشاركة مع الأللوبورينول.

## التأثير على السيتوكروم P450
بنزبرومارون هو مثبط إنزيمى قوي جدا للإنزيم CYP2C9. عديد من الأشكال من الأدوية تم تطويرها على النحو مثل مثبطات CYP2C9 و مثبطات CYP2C19 لاستخدامها في البحوث.

## التحذيرات
يجب أن يتم تجنب بنزوبرومارون عند مرضى الضعف الكلوي المعتدل والشديد، عند هؤلاء الذين لديهم حصيات كلوية ، وعند الذين لديهم معدل أطراح حمض البول في البول أكثر من 700 مغ/ساعة.
مثل بقية طارحات حمض البول، فإن المعالجة بـ بنزوبرومارون يجب أن تبدأ خلال الهجمة الحادة للنقرس.
بشكل مشابه، يجب المحافظة على مدخول كاف من السوائل للتقليل من خطر تشكل حصيات كلوية من حمض البول، بالإضافة إلى أخذ قلونة البول بعين الاعتبار.

## الأمان
قدم بنزبرومارون في عام 1970، وكان ينظر إليه على أنه لديه عدد قليل من ردود الفعل السلبية المرتبطة أو الخطيرة. تم تسجيله في حوالي 20 بلدا في جميع أنحاء أوروبا وآسيا وأمريكا الجنوبية.
في عام 2003، تم سحب الدواء من قبل شركة سانوفي سانتيه، بعد تقارير عن تسمم كبدى خطير، على الرغم من أنه لا يزال يسوق في عدة بلدان من قبل شركات أدوية أخرى.